# إصلاح الخدمة المدنية في الولايات المتحدة

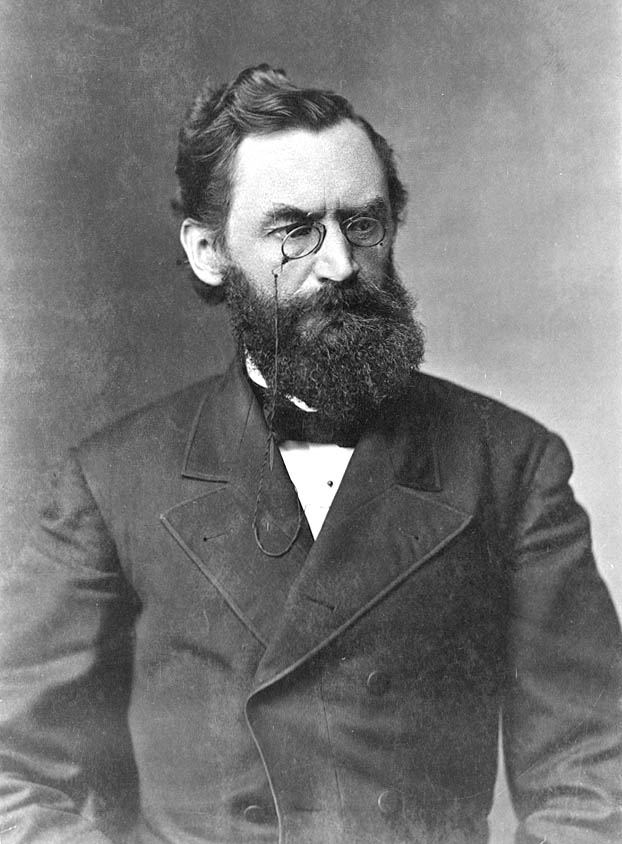
كان كارل شورتز، مؤسس الحزب الجمهوري الليبرالي، من دعاة إصلاح الخدمة المدنية البارزين.

كان إصلاح الخدمة المدنية في الولايات المتحدة قضية رئيسية في أواخر القرن التاسع عشر على المستوى الوطني، وفي أوائل القرن العشرين على مستوى الولاية. شجب المؤيدون توزيع المناصب الحكومية بطريقة «الغنائم» من قبل الفائزين في الانتخابات على أنصارهم باعتباره أمرًا فاسدًا وغير فعال. وطالبوا باستخدام أساليب علمية غير حزبية وأوراق اعتماد لاختيار موظفي الخدمة المدنية. كانت الإصلاحات الخمسة المهمة للخدمة المدنية هي قانونا مدة الخدمة لعامي 1820 و1867، وقانون إصلاح الخدمة المدنية في بندلتون لعام 1883، وقانون هاتش (1939 و1940) وقانون منطقة نهر السافانا المركزية لعام 1978، بالإضافة إلى ذلك، وسع قانون الخدمة المدنية لعام 1888 الذي وقعه الرئيس جروفر كليفلاند نظام الخدمة المدنية بشكل كبير.
ارتبطت المطالب العدوانية المبكرة لإصلاح الخدمة المدنية، خاصة النابعة من الحجج الديمقراطية، بتفوق البيض ومعارضة المكاسب الاقتصادية والاجتماعية التي حققها السود من خلال نظام الغنائم الذي استخدمه الجمهوريون المؤيدون للحقوق المدنية بذكاء خلال عصر إعادة الإعمار والعصر الذهبي. كتب المؤرخ إريك فونر أنه في عصر إعادة الإعمار، أدرك السود أن إنشاء نظام الخدمة المدنية سيمنع «جميع السكان الملونين» من تولي المناصب العامة.
من بين الانتقادات المعاصرة لنظام الخدمة المدنية في الولايات المتحدة، يجادل البعض بأن أحكام قانون بندلتون التي تسمح بالتوسع التعسفي لحماية الخدمة المدنية من خلال استخدام الإجراءات التنفيذية الفيدرالية تؤدي إلى بيروقراطية ضخمة لاحقًا لا يمكن محاسبتها.

## نظام الغنائم
في عام 1801، انزعج الرئيس توماس جيفرسون من سيطرة الفدراليين على الخدمة المدنية والجيش، وحدد الانتماء الحزبي لشاغلي المناصب وتعيين الجمهوريين الديمقراطيين بشكل منهجي. بدأ أندرو جاكسون في عام 1829 التناوب المنتظم لأصحاب المناصب بعد أربع سنوات، واستبدلهم بأنصاره في خطوة مثيرة للجدل. بحلول ثلاثينيات القرن التاسع عشر، كان «نظام الغنائم» يعني الاستبدال المنهجي لأصحاب المناصب في كل مرة تغير فيها الحكومة يد الحزب.

## جهود الإصلاح

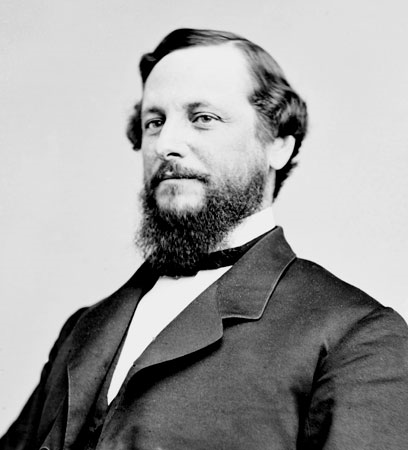
جورج هـ. بندلتون

صُمم القانون الأول لإصلاحات الخدمة المدنية لاستبدال المعينين بنظام المحسوبية بموظفين غير حزبيين مؤهلين بسبب مهاراتهم.

### يوليسيس س.غرانت
تحدث الرئيس يوليسيس س.غرانت (1869-1877) لصالح إصلاح الخدمة المدنية، ورفض مطالب في أواخر عام 1872 من قبل سناتور بنسلفانيا سيمون كاميرون والحاكم جون هارترانفت بتعليق القواعد وإجراء تعيينات محسوبية.
حققت إصلاحات لجنة الخدمة المدنية لغرانت نجاحًا محدودًا، فقد نفذت حكومته نظام الجدارة الذي زاد عدد المرشحين المؤهلين واعتمد بشكل أقل على رعاية الكونغرس. مع ذلك، أعفى وزير الداخلية كولومبوس ديلانو، وزارته من هذه الإصلاحات، ورفض الكونجرس إجراء إصلاح دائم للخدمة المدنية. أجرى زكريا تشاندلر، الذي خلف ديلانو، إصلاحات شاملة في وزارة الداخلية بأكملها. أمر غرانت تشاندلر بطرد جميع الكتبة الفاسدين في مكتب الشؤون الهندية. عين غرانت الإصلاحيين إدواردز بييربونت ومارشال جيويل كمدعي عام ومدير مكتب البريد بالولايات المتحدة العام، على التوالي، الذين دعموا تحقيقات بريستو. في عام 1875، تخلص بييربونت من الفساد بين المدعين العامين والمارشال الأمريكيين في الجنوب.
واجه غرانت، الذي لم يشارك الإصلاحيين الليبراليين أفكارهم، معارضة من قبل الحزب الجمهوري الليبرالي المتمرد في الانتخابات الرئاسية للولايات المتحدة عام 1872 على الرغم من جهوده الإصلاحية داخل الحكومة الفيدرالية. رشح الجمهوريون الليبراليون بقيادة تشارلز سومنر، وب.جراتز براون، وكارل شورز هوراس غريلي الذي خسر الانتخابات العامة لغرانت.